# Boninpagurus acanthocheles
Boninpagurus acanthocheles is een tienpotigensoort uit de familie van de Paguridae. De wetenschappelijke naam van de soort is voor het eerst geldig gepubliceerd in 2004 door Asakura & Tachikawa.